# Locust Grove (Georgia)
Locust Grove ist eine City im Henry County im US-Bundesstaat Georgia mit 5402 Einwohnern (Stand: 2010).

## Geographie
Locust Grove liegt rund 10 km südlich von McDonough sowie etwa 40 km südlich von Atlanta.

## Demographische Daten
Laut der Volkszählung von 2010 verteilten sich die damaligen 5402 Einwohner auf 1773 bewohnte Haushalte, was einen Schnitt von 3,05 Personen pro Haushalt ergibt. Insgesamt bestehen 2014 Haushalte.
77,8 % der Haushalte waren Familienhaushalte (bestehend aus verheirateten Paaren mit oder ohne Nachkommen bzw. einem Elternteil mit Nachkomme) mit einer durchschnittlichen Größe von 3,44 Personen. In 50,4 % aller Haushalte lebten Kinder unter 18 Jahren sowie in 17,4 % aller Haushalte Personen mit mindestens 65 Jahren.
35,1 % der Bevölkerung waren jünger als 20 Jahre, 29,5 % waren 20 bis 39 Jahre alt, 24,6 % waren 40 bis 59 Jahre alt und 10,6 % waren mindestens 60 Jahre alt. Das mittlere Alter betrug 31 Jahre. 47,8 % der Bevölkerung waren männlich und 52,2 % weiblich.
55,7 % der Bevölkerung bezeichneten sich als Weiße, 37,4 % als Afroamerikaner, 0,3 % als Indianer und 1,7 % als Asian Americans. 2,1 % gaben die Angehörigkeit zu einer anderen Ethnie und 2,8 % zu mehreren Ethnien an. 5,3 % der Bevölkerung bestand aus Hispanics oder Latinos.
Das durchschnittliche Jahreseinkommen pro Haushalt lag bei 43.337 USD, dabei lebten 20,1 % der Bevölkerung unter der Armutsgrenze.

## Sehenswürdigkeiten
1986 wurde das Locust Grove Institute Academic Building in das National Register of Historic Places eingetragen.
In der Stadt befindet sich das Noah’s Ark Animal Rehabilitation Center.

## Verkehr
Locust Grove wird von der Interstate 75 sowie vom U.S. Highway 23 durchquert. Der nächste Flughafen ist der Flughafen Atlanta (rund 40 km nördlich).

## Bildung

### Öffentliches Schulsystem
- Locust Grove Elementary School
- Unity Grove Elementary School
- Luella Elementary School
- New Hope Elementary School
- Bethlehem Elementary School
- Locust Grove Middle School
- Luella Middle School
- Ola Middle School
- Locust Grove High School
- Luella High School
- Ola High School

### Privatschulen
- Strong Rock Christian School
- Heritage Baptist Christian School